# Divina confusión
Divina confusión es una película mexicana de comedia estrenada el 26 de septiembre de 2008. Dirigida por Salvador Garcini, la película fue filmada en la Ciudad de México.

## Sinopsis
La cinta comienza con algunos dioses del Olimpo tomando la decisión de bajar al mundo a vivir la experiencia humana.
Así, escogen México para pasarla y toman la vida de alguien equivalente a lo que ellos representan. 
En otra parte cerca, una pareja de novios, Pablo y Bibi llegan y discuten sobre tener o no relaciones sexuales. Pablo intenta seducir a su novia para que esto salga, pero ella dice que no lo hará ya que primero quiere casarse y luego tener sexo y Pablo le dice que se casarán después de tener eso.
La pareja discute y pasa por casualidad Eros quien con sus flechas dispara y apunta a un espejo que reflejaba a Pablo y Bibi y, cuando los intentos de Pablo parecían inútiles, la flecha hace efecto y Bibi se cree cuando le dice siento parecer cretino, pero quiero conocerte tal cual eres. De este modo, a Bibi y Pablo se les enciende la chispa del sexo salvaje y erotismo y se besan apasionadamente camino a casa de Pablo. Ahí, llegan los padres de Pablo quienes ven que llegó más temprano de lo acostumbrado y solo la madre, Julia, sospecha y ve a escondidas a su propio hijo teniendo sexo con Bibi. Julia decide no contar nada y se va.
2 horas de sexo total después, Bibi no puede creer que lo haya tenido y sin más, Pablo le propone matrimonio. Bibi y Pablo salen de su cuarto vestidos y sorprenden a los padres cuando deciden casarse.
Al día siguiente, Eros pasa intencionalmente por la casa de Pablo donde todos tienen una comida para celebrar, pero cuando ve que Bibi esta algo molesta por lo de ayer, Eros manda otra flecha, pero esta se desvía y da a Bibi, pero también a Julia, haciendo que estas muestren por error sentimientos profundos.
Afrodita se entera del enorme enredo que su hijo Eros hizo y toma la forma de una mujer hermosa para llamar la atención de Pablo. Pablo se hace novio de Afrodita sin saberlo y le revela quien es y su último trabajo, y Afrodita le enseña a un Pablo enamorado por primera vez para enseñarle con que fuerzas del amor juegan obligándolo a tener una relación con alguien y ser más empático.
Bibi y Julia se percatan de las intenciones de una con la otra y Julia habla en privado con Bibi. Pablo aprende poco a poco lo que hace con su trabajo, pero cree que debería renunciar, hasta que Afrodita lo lleva a un salón privado donde esta se desnuda y tienen relaciones también; Julia le dice a Bibi que no pueden ser pareja dado que ambas ya están comprometidas, pero Pablo llega escucha lo que ocurre, y automáticamente se siente traicionado y en una fuerte llovizna.
Pablo siente el dolor de los otros y Afrodita de modo serio le dice que es porque al saber lo que conlleva el amor que reparte, esta más ligado aun al sufrimiento por esto. Afrodita y Eros ven como Bibi detiene a Pablo y que, cuando Julia le dice la verdad a su esposo y este la golpea desmedidamente hasta la llegada de Pablo.
Meses después, Bibi y Julia son llevadas a un psicólogo, donde se les rompe el encantamiento de Eros; Julia y su esposo se divorcian y ésta hace una campaña de mujeres maltratadas, mientras que Bibi cancela la boda con Pablo y estos terminan y Bibi finalmente se casa con un político.
Después de este embrollo, los dioses deciden volver a su lugar.

## Elenco
Además de varios actores de la televisión mexicana que interpretan pequeños papeles especiales, están entre los roles principales:
- Jesús Ochoa como Zeus.
- Diana Bracho es Julia.
- Pedro Armendáriz Jr. es Melesio.
- Luis Roberto Guzmán es Baco.
- Lisa Owen es Hera.
- Alan Estrada es Pablo.
- Ana Brenda Contreras es Bibí.
- Blanca Soto es Afrodita.
- Kalimba es Orfeo.
- Susana Lozano es Psiquis.
- Diego Amozurrutia es Eros.
- Alejandro Camacho es Osiel.
- Adal Ramones es Momo.
- Alexis Ayala es Jano.